# Rio Jacaré (vattendrag i Brasilien, Pará, lat -0,96, long -50,81)
Rio Jacaré är ett vattendrag i Brasilien.   Det ligger i delstaten Pará, i den norra delen av landet, 1 700 km norr om huvudstaden Brasília.
I omgivningarna runt Rio Jacaré växer i huvudsak städsegrön lövskog. Runt Rio Jacaré är det mycket glesbefolkat, med 3 invånare per kvadratkilometer.